# Мікропластик
Мікропластик — тверді частинки синтетичних полімерів, розміром менше 5 мм. Термін «мікропластик» був введений у 2004 році професором Річардом Томпсоном, морським біологом Плімутського університету у Великій Британії.
Мікропластики в морському середовищі зазвичай зустрічаються у вигляді гранул, уламків або волокон і складаються з різноманітних полімерів, дещо щільніших за морську воду. До них належать поліамід, поліестер, полівінілхлорид (ПВХ) та акрил. Інші легші за морську воду і часто зустрічаються плаваючими на поверхні: поліетилен, поліпропілен та полістирол.
У звіті ООН за 2016 рік було зафіксовано понад 800 видів тварин, що потерпають від забруднення пластиком при поглинанні або заплутані — на 69 % більше, ніж у звіті 1977 року, в якому від забруднення потерпало 247 видів тварин.

## Класифікація мікропластику

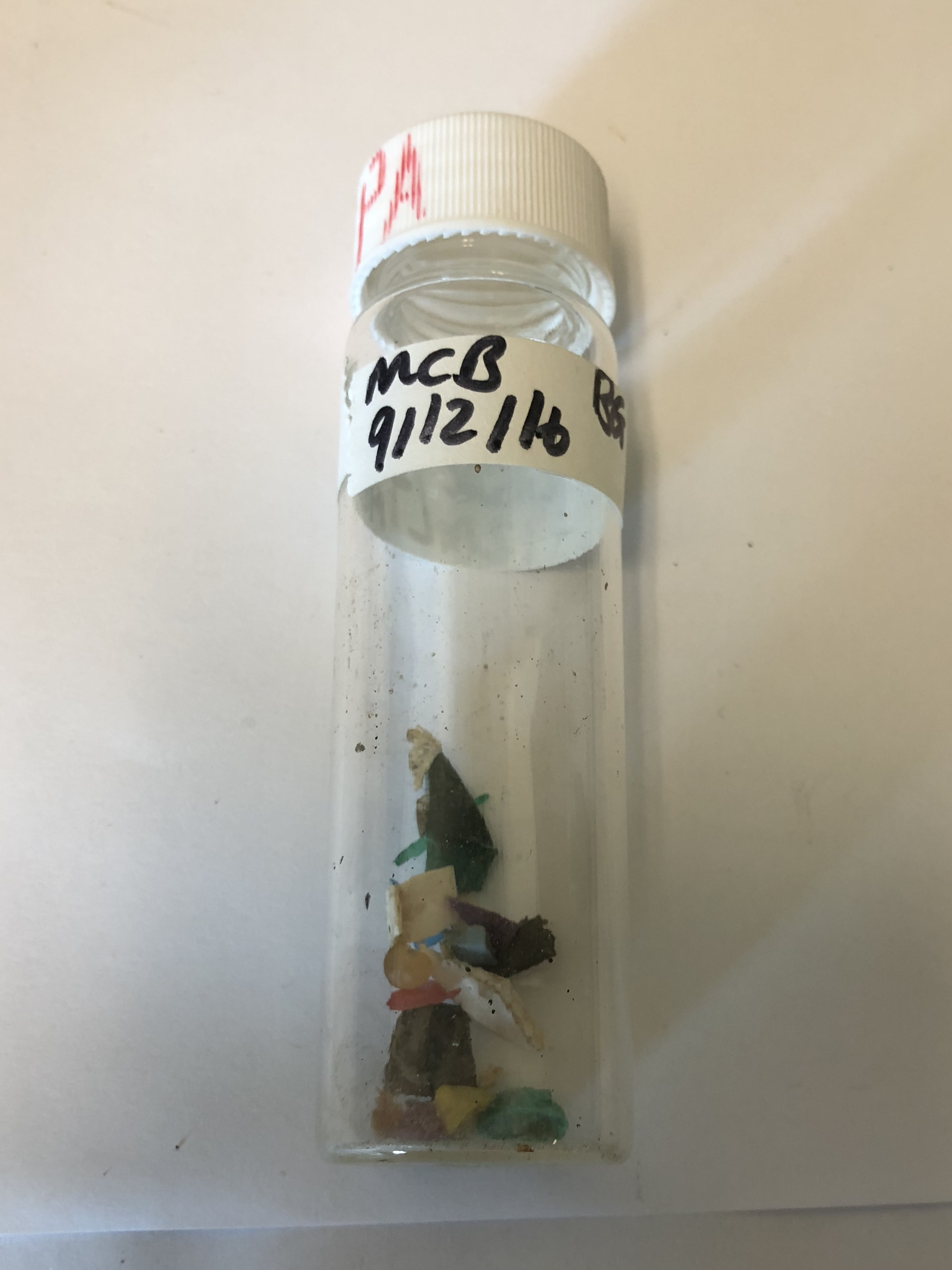
Зразки мікропластику

Мікропластик сьогодні поширений у нашому світі. У 2014 році було підраховано, що в Світовому океані є від 15 до 51 трлн окремих частинок мікропластику, який, за оцінками, важить від 93 000 до 236 000 тонн.
Первинний мікропластик — мікрогранули, які спеціально виробляють маленькими за розміром. Їх використовують в засобах гігієни, вони потрапляють в море і навколишнє середовище зі стічними водами.
Вторинний мікропластик — мікрогранули, які утворюються в результаті розпаду пластикових відходів під впливом води і ультрафіолетових променів. Джерелами такого мікропластику можуть бути: побутове сміття, втрачені рибальські сітки, частки корабельної фарби і автомобільних шин, мікроволокна тканини, що утворюються при пранні синтетичного одягу.
Нанопластик. Залежно від визначення, нанопластики мають розмір менше 1 мкм (тобто 1000 нм) або менше 100 нм. Про існування нанопластів у навколишньому середовищі йде дискусія, оскільки виявлення та кількісне визначення в екологічних матрицях залишається проблемою.

## Поширення
Існування мікропластиків у навколишньому середовищі часто встановлюється за допомогою водних досліджень. Сюди входить відбір зразків планктону, аналіз піщаних та мулистих опадів, спостереження за споживанням хребетних та безхребетних, а також оцінка взаємодії хімічних забруднювачів.

Як показали дослідження, в організмах морської фауни знаходиться велика кількість частинок мікропластику. Крім того, мікропластик міститься в 83 % пробах водопровідної води по всьому світу (в США — 94 %. Частинки пластику виявлені в упакованій морській солі, пиві.

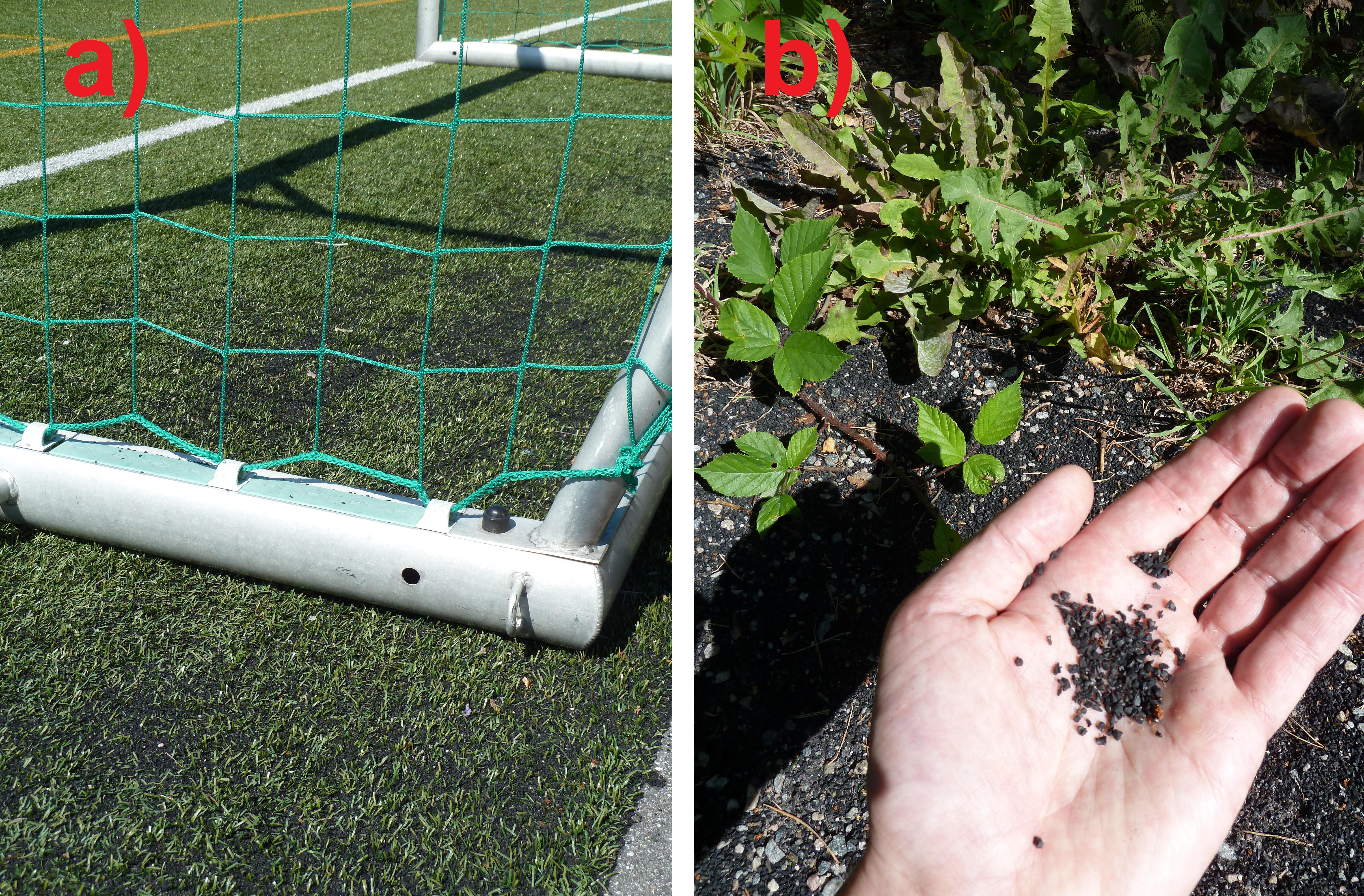
a) Футбольне поле зі штучного дерну з ґрунтованою гумою (GTR) б) Частинки мікропластику з того ж поля, вимиті дощем, виявлені в природі поблизу річки

Австрійські вчені виявили частинки мікропластику в фекаліях жителів восьми країн (Фінляндії, Італії, Японії, Нідерландів, Польщі, Росії, Великій Британії та Австрії). У досліджених зразках було виявлено в середньому 20 частинок пластику на десять грам біоматеріалу.
Мікропластик виявлений в рибі, дощових черв'яках інших видах тварин.
Щорічно в Світовий океан потрапляє близько восьми мільйонів тонн пластикового сміття. 67 % пластикового сміття, що потрапляє в океан, приносять з собою 20 річок, в основному — азійських. Згідно з даними гідроекологів з Helmholtz Center for Environmental Research в Лейпцигу, 90 відсотків всього пластику в Світовому океані протікає всього через 10 річок. Всі вони проходять через густонаселені райони; вісім з них — в Азії і дві в Африці. Найбільше пластику в океан потрапляє з річки Янцзи в Китаї.
Мікроволокна пластику становлять від 15 % до 31 % від загальної кількості забруднювальної океан пластмаси, що становить близько 9,5 млн тонн мікропластику на рік.

## Шкода здоров'ю
В середньому річне споживання мікропластику американцем коливається від 39 тис. до 52 тис. частинок залежно від віку та статі. Ці оцінки збільшуються до 74 тис. та 121 тис. при урахуванні дихання. Крім того, люди, які постійно споживають бутильовану воду, можуть споживати додатково 90 тис. частинок мікропластику щорічно, порівняно з 4 тис. частинок мікропластику для тих, хто споживає тільки водопровідну фільтровану воду.
Невідомо, чи здатні частинки мікропластику проникати в кровотік, лімфатичну систему і вражати органи. Дослідження на тваринах свідчать, що мікропластик може пошкоджувати кишечник і печінку. Теоретично частинки розміром менше 150 мікрон (а особливо менше 50 мікрон) здатні проникати через стінку кишечника в клітини крові і внутрішні органи.
Згідно з деякими дослідженнями, проковтнуті частки мікропластику ушкоджують внутрішні органи, а також виділяють всередині організму небезпечні хімічні речовини — від бісфенолу А (БФА), що негативно впливає на ендокринні органи, до пестицидів. Це порушує захисні функції організму і зупиняє ріст і розмноження клітин. Частинки мікропластику можуть призводити до утворення тромбів.
Багато компонентів пластика негативно впливають на ендокринну систему.
З іншого боку, Всесвітня організація охорони здоров'я не вважає мікропластик в питній воді загрозою здоров'ю.

## Боротьба з мікропластиком

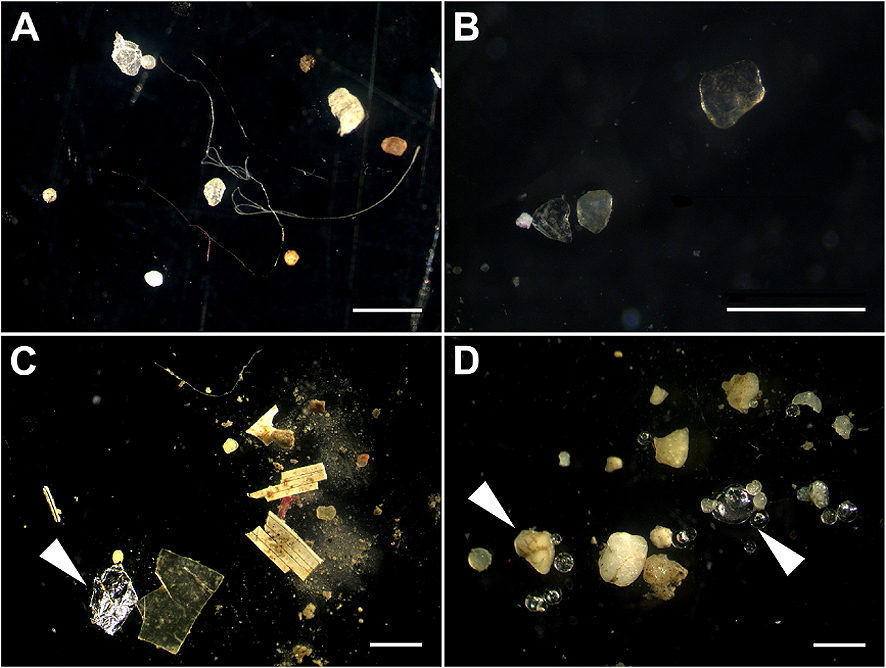
Мікропластик в осаді річок

На початку 2019 року уряд Євросоюзу заборонив додавати в продукти всі види пластику. В першу чергу це відноситься до косметичної індустрії. Виробникам доведеться замінити пластик на біологічну альтернативу.
Для боротьбі вже з існуючим океанічним забрудненням створюються системи очищення. Комп'ютерне моделювання, здійснене нідерландським фондом The Ocean Cleanup, припустило, що збиральні пристрої біля берегів, можуть видалити близько 31 % частинок мікропластику у навколишньому районі. Крім того, деякі бактерії еволюціонували, щоб їсти пластик, а деякі види бактерій були генетично модифіковані для поїдання (певних видів) пластиків.
9 вересня 2018 року The Ocean Cleanup запустила першу в світі систему очищення океану, 001 aka «Wilson», яка діє в Великій тихоокеанській сміттєвій плямі. Система 001 завдовжки 600 метрів виконує функцію П-подібного уловлювача, який використовує природні океанічні течії для концентрування пластику та інших уламків на поверхні океану в обмеженій зоні для видалення суднами. Проект зіткнувся з критикою з боку океанографів та експертів із пластикового забруднення, хоча зустрів широку громадську підтримку.
В 2019-2021рр. у боротьбу з пластиковим забрудненням вступило друге та третє покоління бар'єрних перехоплювачів The Ocean Cleanup.